# Факултет по класически и нови филологии (Софийски университет)
Факултетът по класически и нови филологии (ФКНФ) към Софийския университет „Св. Климент Охридски“ е един от най-старите факултети в учебното заведение. Първоначално е част от Историко-филологическия факултет, като в средата на XX век се обособява като Филологически факултет. По-късно от него се отделя Факултетът по славянски филологии и едва през 1979 г. се приема и сегашното му име.
С течение на времето ФКНФ се разраства както по отношение на обучаващите се и преподаващи в него, така и от гледна точка на специалностите, застъпени в него. Днес той е най-големият факултет в университета с 10 катедри и 19 специалности.
Обособена структура към ФКНФ е Центърът по източни езици и култури (ЦИЕК), в който е застъпено обучението по близко- и далекоизточни езици, като арменски, арабски, китайски, японски.

## История
- 1 октомври 1888 г. – Създаване на СУ с единствен Историко-филологически факултет
- 1950 г. – Отделяне на Филологически и Философско-исторически факултет
- 1965 г. – Филологическият факултет се разделя на Факултет по западни филологии и Факултет по славянски филологии
- 1979 г. – преименуване във Факултет по класически и нови филологии

## Специалности
- Класическа филология
- Новогръцка филология
- Унгарска филология
- Френска филология
- Италианска филология
- Румънска филология
- Немска филология
- Скандинавистика
- Английска филология
- Испанска филология
- Португалска филология
- Тюркология
- Арабистика
- Японистика
- Китаистика
- Кореистика
- Индология
- Иранистика
- Арменистика и кавказология
- Южна, Източна и Югоизточна Азия
- Курсове и СДК за придобиване на професионална квалификация „учител по чужд език“

## Деканат
- Декан: проф. д-р Мадлен Данова
- Заместник-декан по учебната дейност: проф. д-р Милена Братоева
- Заместник-декан по научноизследователската дейност и академичното израстване: доц. д-р Йоана Сиракова
- Заместник-декан по проектната дейност и студентските въпроси: доц. д-р Александра Багашева
- Заместник-декан по електронно и дистанционно обучение и сътрудничество с др. образователни институции: проф. д-р Гергана Петкова